# Isla de Lambay
La Isla de Lambay (en irlandés: Reachra, que significa lugar de muchos naufragios) está situada frente a la costa norte del Condado de Dublín, Irlanda. Su localización es 53°29′30″N 6°01′00″O / 53.49167, -6.01667 y es el punto geográfico más oriental en la República de Irlanda.

## Descripción física
La Isla de Lambay es la más grande de la costa este de Irlanda y mide alrededor de 2,5 kilómetros cuadrados y se alza 127 metros sobre el nivel del mar. Los acantilados se extienden por el norte, este y sur de la isla, con una orilla más baja en el oeste de la isla. La geología está dominada por rocas ígneas, lutitas y calizas.

## Prehistoria e historia de la isla

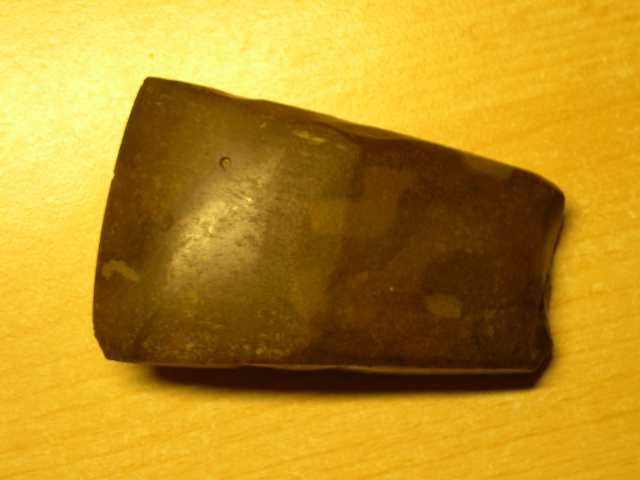
Ejemplo de hacha de piedra en el Neolítico.

### Neolítico
Lambay fue un importante enclave en el período Neolítico en Irlanda. En la isla se extraía piedra para la producción de hachas. Fueron utilizados dos tipos de andesita porfírica (más comúnmente conocido como pórfido de Lambay). La cantera es bastante inusual en Irlanda, ya que es el único hallazgo neolítico en Irlanda con una cantera de piedra para hachas donde existen evidencias de haberse puesto en práctica todas las etapas de la producción, desde la extracción de la piedra hasta el pulido final del hacha.

### Origen del término "Lambay"
Los antiguos escritores romanos, Plinio el Viejo, Plinio el Joven y Claudio Ptolomeo, ya conocían la isla y se refirieron a ella como Limnus o Limni. 
Su nombre irlandés, Reachra, fue consecuencia de la asociación de la isla con la raíz en Nórdico antiguo ey. Probablemente, el término "Lambey" se empezara usar debido a que en primavera enviaban ovejas a la isla puesto que la isla constituía un espacio libre de depredadores. Se cree que la primera parte de la palabra en nórdico antiguo significa "oveja", lo cual tiene bastante sentido y encaja con el envío de ovejas. No obstante, también es posible que fuera una racionalización posterior de cualquiera que fuese el significado de la palabra ey en los tiempos de Plinio el Viejo y Claudio Ptolomeo. El nombre irlandés de la zona costera cercana de Portrane, Port Reachrainn, fue originado por la posición geográfica, puesto que esa zona está encarada hacia la isla. 

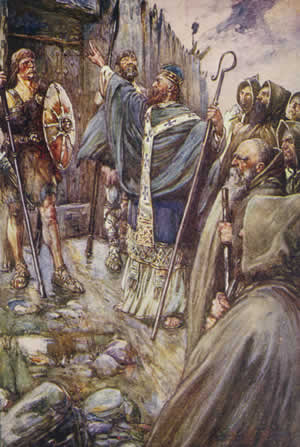
San Columba.

### Edad de Hierro e Imperio romano
En el año 1927, cuando se estaban realizando obras en el puerto de la isla, se descubrieron restos funerarios de la Edad de Hierro. Además, también hallazgaron ciertos elementos que han dado a entender que durante el periodo comprendido entre los años 71 d. C. y 74 d. C. llegaron un pequeño grupo de refugiados que huían de la invasión romana en Brigantia.

### Los vikingos y San Columba
Se dice que San Columba estableció un asentamiento monástico en Lambay alrededor del año 530 d. C. Sobre el año 795 los vikingos irlandeses[cita requerida] realizaron diversas incursiones en la isla. Un estudio realizado en el siglo XX encontró en un recinto al sur de la iglesia actual (construida en el siglo XX) diversas fosas conectadas.

### Edad Media
Sitric, el rey danés de Dublín, asignó la isla a la Catedral de Christ Church y en el 1181 el príncipe Juan la asignó a al arzobispado de Dublín. Esta asignación fue reafirmada por el Rey Eduardo en 1337 y el Rey Ricardo en 1394. Un arzobispo posterior donó las rentas de la isla a las monjas de Grace Dieu para que pudieran mantener su monasterio y su escuela. El mismo arzobispo también donó los diezmos de la caza de conejos en la isla a las monjas. Es necesario recordar que en esa época los impuestos por la caza de conejos eran de 100 chelines al año.
En 1467, se dispuso por ley que el conde de Worcester, posteriormente Lord diputado, garantizaría la construcción en la isla de una fortaleza para fortalecer la defensa de Inglaterra para prevenir ataques españoles, franceses y escoceses. Worcester pagó al Arzobispado de Dublín 40 chelines para cumplir con el propósito de la ley. Aunque tenían permiso para construir un castillo en la isla, no se sabe con certeza si en realidad fue construido.

### La Reforma
Durante la reforma, el Arzobispo Brown cedió la isla a John Challoner por un alquiler de 6.13.4£[cita requerida]. Las condiciones para el alquiler eran que Challoner construiría un pueblo, un castillo y un puerto para los pescadores y para la protección contra los contrabandistas. Challoner fue un hombre muy activo y extrajo recursos en cuatro minas de plata y cobre. También crio halcones en los acantilados de la isla.

### sigloXVIII
Challoner todavía poseía la Isla de Lambay en la época isabelina, pero en 1611 la isla fue concedida a Sir William Ussher y sus herederos. James Ussher vivió en Lambay en el 1626, pero en el año 1650, se marchó a Londres. Ussher era un hombre muy respetado por Oliver Cromwell y actualmente sus restos se encuentran enterrados en la Abadía de Westminster. La familia Ussher poseyó la isla durante 200 años. En el siglo XVIII se realizaron una serie de exploraciones en las minas de cobre.
Durante la Guerra Guillermita de Irlanda la isla fue utilizada como campo de concentración para los soldados irlandeses. Más de mil de ellos fueron encarcelados después de la batalla de Aughrim en 1691 y algunos murieron por causa de las heridas y de inanición.

### DelsigloXIXa la actualidad
En 1760 fue adquirido por la familia Breyer de Kilkenny. En el año 1966 falleció Martin Breyer VI y hoy el dueño es Martin Breyer VII, quien es Ciaran Brennan.
Muchos barcos han naufragado cerca de la isla. Probablemente, el naufragio más nombrado es del barco de la empresa de correos británica RMS Tayleur. El Tayleur fue uno de los mayores buques mercantes de su época. El barco naufragó el 21 de enero de 1854 y el hundimiento provocó la muerte de 380 personas.

## Fauna
Con alrededor de 50 000 araos comunes, 5.000 gaviota tridáctila, 3.500 Alcas comunes, 2.500 pares de gaviotas argenteas y cantidades menores de frailecillos comunes y fulmares, la isla posee una de las más grandes e importantes colonias de aves marinas de Irlanda.
Entre los mamíferos de la isla se encuentran las Focas Grises (es la única colonia en la costa este de Irlanda). En la década de 1980, introdujeron en la isla la superpoblación de gamos del Zoo de Dublín, y ualabíes.

## Estado actual

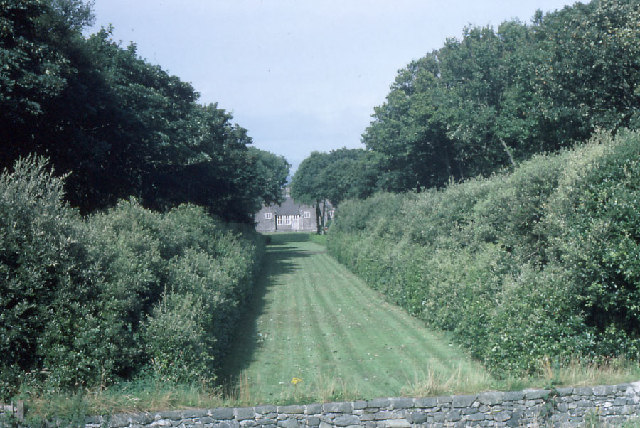
El jardín del castillo de Lambay

Todavía permanece en propiedad de la familia Baring. En la isla, destaca la existencia de un castillo medieval modernizado.
La isla es particularmente popular para la gente que realiza submarinismo, ya que la profundidad de las aguas que rodean la isla es óptima para este tipo de práctica. Además, la propiedad incluye una distintiva pista al aire libre de Jeu de Paume.
La isla es accesible (con permiso previo de los propietarios) desde el puerto de Rogerstown en Rush, a 4 km de la isla y 27 km al norte de Dublín.